# Jalsó
Jalsó (szlovákul Jalšové) község Szlovákiában, a Nagyszombati kerületben, a Galgóci járásban.

## Fekvése
Galgóctól 9 km-re északra, a Vág folyótól keletre fekszik.

## Története
1352-ben említik először.
Vályi András szerint: "JALSÓCZ. Tót falu Nyitra Várm. földes Ura G. Erdődy Uraság, lakosai katolikusok, fekszik Szokalóczhoz nem meszsze, és annak filiája, földgye középszerű, fája tűzre elég van, fabéli kézi munkájok után van keresettyek, ’s a’ kő bányában is."
Nyitra vármegye monográfiája szerint: "Jalsó, tót község, a Vág balpartján, mely a Polach-nova nevű hegy oldalán áll. Lakosainak száma 313, vallásuk r. kath. Posta-, táviró- és vasúti állomása Galgócz. E falu a XIII. és XIV. században a galgóczi várhoz tartozott és ez idő alatt három néven is említtetik, u. m. "Ülső" (Wlseu), "Jelső" (Jelsew) és "Jalswa". Kath. temploma a XV. században épült. Kegyura gr. Erdődy Ferencz, kinek itt nagy kiterjedésü birtokai vannak. Ugyane család volt a község földesura is."
A trianoni békeszerződésig Nyitra vármegye Galgóci járásához tartozott.

## Népessége
| Év:            | 1994. | 2004.   | 2014.   | 2024.  |
| -------------- | ----- | ------- | ------- | ------ |
| Emberek száma: | 470   | 469     | 500     | 473    |
| Eltérés:       |       | -0,21 % | +6,60 % | -5,4 % |

| Év:            | 2023. | 2024.   |
| -------------- | ----- | ------- |
| Emberek száma: | 479   | 473     |
| Eltérés:       |       | -1,25 % |

1910-ben 412, túlnyomórészt szlovák lakosa volt.
2001-ben 481 lakosából 478 szlovák volt.
2011-ben 495 lakosából 478 szlovák.

## Külső hivatkozások
- Községinfó
- Jalsó Szlovákia térképén
- E-obce.sk Archiválva 2008. szeptember 20-i dátummal a Wayback Machine-ben